# HMS Resolution (09)
«Резолюшн» (09) (англ. HMS Resolution (09) — військовий корабель, лінійний корабель типу «Рівендж» Королівського військово-морського флоту Великої Британії за часів Першої та Другої світових війн.
Надійшовши до складу флоту в грудні 1916 року, «Резолюшн» не брав участі в жодних бойових діях під час Першої світової війни, оскільки британський і німецький флоти дотримувалися більш обережної стратегії після Ютландської битви в травні через зростання загрози морських мін і підводних човнів.
«Резолюшн» провів 1920-ті та 1930-ті роки, у складі Атлантичного і Середземноморського флотів. Під час служби в Середземному морі на початку 1920-х років корабель двічі заходив до Туреччини у відповідь на кризи, спричинені греко-турецькою війною, включаючи Велику пожежу у Смірні в 1922 році. Брав обмежену участь під час франко-британської інтервенції у Громадянську війну в Росії, діючи в акваторії Чорного моря в 1920 році. Міжвоєнна кар'єра корабля пройшла без подій.
З початком Другої світової війни у вересні 1939 року «Резолюшн» був призначений до сил Каналу, а потім був переведений до складу сил із супроводу конвоїв у Північній Атлантиці. У травні 1940 року брав участь у боях за Нарвік, доки німецькі бомбардувальники Ju 88 не завдали йому шкоди внаслідок бомбардування.
У червні 1940 «Резолюшн» вирушив зі Скапа-Флоу, прямуючи до Гібралтару, де приєднався до З'єднання Н, до складу яких також входили лінійний крейсер «Гуд» і лінкор «Веліант». У липні після капітуляції Франції перед Німеччиною лінкор брав участь у знищенні французького флоту в Мерс-ель-Кебірі. Також бився у битві за Дакар, спробі нейтралізувати французький лінкор «Рішельє», яка закінчилася торпедуванням «Резолюшн» французьким підводним човном «Бевез'є». Сильно пошкоджений, британський лінкор ремонтувався спочатку у Фрітауні, а потім на військово-морській верфі Філадельфії за ленд-лізом. Згодом його призначили до Східного флоту, але через застарілість корабель не вів жодних дій проти японського флоту, і замість цього його призначили на супроводження конвоїв біля східного узбережжя Африки. У вересні 1943 року лінійний корабель повернувся до Британії, де його вивели з експлуатації. «Резолюшн» був у ролі навчального корабля протягом наступних чотирьох років, перш ніж його остаточно не вивели з експлуатації в лютому 1948 року й розібрали на брухт.

## Історія створення
«Резолюшн» був закладений 29 листопада 1913 року на верфі компанії Palmers Shipbuilding and Iron Company у Джарроу. 14 січня 1915 року відбулася церемонія спуску корабля на воду, а 30 грудня 1916 року корабель увійшов до складу Королівських ВМС Великої Британії.

### Опис корабля
Загальна довжина лінкора «Резолюшн» становила 189,2 м, ширина 27,0 м і глибина осадки 10 м. Проєктна водотоннажність становила 28 236 тонн і 31 630 тонн при повному навантаженні. Рушійна установка приводилася в дію чотирма паровими турбінами «Парсонс», яка використовувала пару з вісімнадцяти котлів Yarrow, що працювали на нафті. Турбіни мали потужність 40 000 кінських сил на валу (29 828 кВт) і максимальну швидкість 22 вузли (41 км/год). Дальність ходу корабля становила 7 000 морських миль (12 964 км) на крейсерській швидкості 10 вузлів (18,5 км/год). У 1916 році екіпаж нараховував 910 офіцерів і матросів. Після завершення будівництва вартість «Резолюшна» становила 2449680 фунтів стерлінгів.

### Озброєння
Корабель озброювався вісьмома казнозарядними 15-дюймовими (381-мм) гарматами Mk I у чотирьох здвоєних гарматних баштах, попарно в носовій і кормовій частинах надбудови, позначених буквами «A», «B», «X» і «Y» спереду назад. Дванадцять із чотирнадцяти 6-дюймових (152-мм) гармат BL Mk XII були встановлені в казематах уздовж борту корабля на міделі; одна пара стояла на палубі укриття і була захищена гарматними щитами. На кораблі також було встановлено чотири 3-фунтові (47-мм) гармати. Зенітне озброєння складалося з двох швидкострільних 3-дюймових (76-мм) зенітних гармат QF 3-inch 20 cwt. «Резолюшн» спочатку був оснащений чотирма зануреними 21 дюймовими (533-мм) торпедними апаратами по кожному борту.
Лінкор був укомплектований двома директорами керування вогнем, оснащеними 15-футовими (4,6 м) далекомірами. Один був встановлений над бойовою рубкою, захищений броньованим кожухом, а другий — у сповіщувачі над триногою фок-щогли. Кожна башта корабля також була оснащена 15-футовим далекоміром. Основне озброєння також могло управлятися з башти «X». Допоміжне озброєння в основному контролювалося директорами, встановленими з обох боків платформи компаса на фок-щоглі після того, як вони були встановлені у квітні 1917 року.

## Історія служби

### Перша світова війна
30 грудня 1916 року новий лінкор прибув у розпорядження командувача Великого флоту в Росайті, де його передали 1-ій бойовій ескадрі віцеадмірала Чарльза Маддена разом з однотипними кораблями та кількома іншими лінкорами. Після бою 19 серпня 1916 року, під час яких Великий флот втратив два легкі крейсери внаслідок атак німецьких підводних човнів, адмірал Джон Джелліко, командувач флотом, вирішив, що флот не повинен ризикувати в подальшому, проводячи такі рейди, якщо німецький Флот відкритого моря гарантовано не ризикне вирушити на північ, або стратегічна ситуація виправдовуватиме ризик. Зі свого боку, німецький флот перебував переважно на своїх базах або тренувався в Балтійському морі до 1917 року, оскільки обидві сторони в основному відмовилися від ідеї вирішальної надводної битви в Північному морі. Обидва флоти сповідували стратегію позиційної війни, становлячи мінні загородження, а на початку року Німеччина відновила необмежену підводну війну. Як наслідок, «Резолюшн» та решта Великого флоту протягом цього періоду не діяли.
У 1917 році Велика Британія почала регулярно відряджати конвої до Норвегії в супроводі легких сил; наприкінці року німці двічі напали на ці конвої, що спонукало адмірала Девіда Бітті, який замінив Джелліко, надіслати бойові ескадри Великого флоту для ескорту конвоїв. 23 квітня кайзерівський Флот відкритого моря вийшов у море, щоб атакувати один із таких конвоїв, але після того, як наступного дня лінійний крейсер «Мольтке» зазнав серйозної механічної аварії, німці були змушені припинити операцію. «Резолюшн» та решта Великого флоту вирушили 24 квітня, коли вони перехопили радіосигнали з пошкодженого «Мольтке», але німці були занадто далеко попереду британців, і сутички не сталося.
21 листопада 1918 року, після перемир'я, весь Великий флот залишив порт, щоб супроводжувати німецький флот, який капітулював, для подальшого інтернування на базі в Скапа-Флоу.

### Інтербелум
Протягом 1920-х і 1930-х років «Резолюшн» зазвичай діяв разом з однотипними кораблями, за винятком періодів, коли їх виводили зі складу ескадри для переобладнання або модернізації. У квітні 1919 року кораблі були передані Атлантичному флоту, як і раніше в складі 1-ї бойової ескадри. Потім вони були додані до Середземноморського флоту для операцій у Туреччині та Чорному морі як частина британської відповіді на греко-турецьку війну та громадянську війну в Росії відповідно. 10 квітня корабель прибув до Константинополя з Мальти, а через два дні він разом із кількома іншими кораблями вирушив до Прінкіпо для проведення стрільби. Потім «Резолюшн» вирушив до Батумі на півдні Росії, де залишався до середини червня, після чого повернувся через Чорне море до Константинополя, прибувши 18 червня. Тут корабель стояв у Чанаку разом із сістершипом «Роял Оук» і легким крейсером «Церес». Два лінкори взяли на борт пасажирів і поранених, перш ніж відправитися у рідні води разом з парою есмінців.
У серпні 1920 року кораблі повернулися до складу Атлантичного флоту. 1-ша і 2-га бойові ескадри об'єдналися в травні 1921 року, причому «Резолюшн» і чотири лінкори його типу утворили 1-шу дивізію, а п'ять лінійних кораблів типу «Квін Елізабет» утворили 2-гу дивізію. У вересні 1922 року під час кризи в Смірні «Резолюшн» і три однотипні лінкори знову відправили до Середземноморського флоту, кульмінацією якої стала Велика пожежа в Смірні, коли Греко-турецька війна добігала кінця. Кораблі в основному діяли в Дарданеллах і Мармуровому морі, хоча «Резолюшн» також зупинявся в Мітилені і Смірні в лютому 1923 року разом з лінкором «Емперор оф Індіа» і кількома крейсерами і есмінцями. Коли війна закінчилася у листопаді, кораблі знову могли повернутися до складу Атлантичного флоту.
10 січня 1924 року під час тренувань у Ла-Манші «Резолюшн» наразився на британський підводний човен L24 і потопив його під час спливання, пошкодивши носову частину в результаті зіткнення. Підводний човен затонув з усіма членами екіпажу. З липня по жовтень лінкор перебував на ремонті. 1 листопада Атлантичний флот зазнав реорганізації, в результаті якої кораблі типу «Квін Елізабет» були відправлені до Середземноморського флоту, а кораблі 1-ї дивізії були переформовані у 1-шу бойову ескадру.
21 січня 1925 року у складі угруповання Королівського флоту лінкор брав участь у спільних навчаннях з бомбардувальниками Королівських ПС. Група лінкорів «Раміліз», «Резолюшн», «Рівендж», «Роял Оак» і «Роял Соверін», лінійних крейсерів «Худ» і «Ріпалс» та легких крейсерів «Каледон», «Калліопа», «Керісфорт» та «Кюрасоа», а також вели вогонь по списаному британському лінкору «Монарх» як по цілі за 50 морських миль (93 км) на південь від островів Сіллі.
З грудня 1926 по грудень 1927 року корабель пройшов ще один, більш тривалий ремонт і модернізацію.
На початку 1935 року типи «Рівендж» та «Квін Елізабет» знову помінялися місцями, Атлантичний флот був перейменований на Домашній флот. 16 липня кораблі були присутні під час огляду флоту в Спітгеді з нагоди срібного ювілею короля Георга V. У грудні «Резолюшн» знову прибув у сухий док для ремонту, який тривав до вересня 1936 року. В останні тижні серпня 1939 року Королівський флот почав комплекс заходів підготовки до воєнного часу, оскільки напруга у відносинах з Німеччиною невпинно зростала. «Резолюшн» прибув до Інвергордона, де приєднався до «Роял Соверен», «Роял Оук», «Родні» та лінійного крейсера «Ріпалс». До 31 серпня війська приєдналися до «Нельсона», флагмана адмірала Чарльза Форбса, командуючого Домашнього Флоту.

### Друга світова війна
У вересні 1939 року, відразу після початку Другої світової війни, «Резолюшн» передали на посилення Силам Каналу, що базувалися в Портленді. 1 жовтня, після того як німецький важкий крейсер «Адмірал Граф Шпее» потопив торгове судно «SS Clement», Адміралтейство наказало «Резолюшн» приєднатися до Південноатлантичного командування, але через чотири дні скасувало наказ. Натомість «Резолюшн» разом з «Рівендж» було надіслано до Північноатлантичних сил. Згодом на борту лінкору перевезли до Канади вантаж золота в злитках, щоб зберегти його на час війни, а потім корабель до грудня 1939 року супроводжував конвої військових кораблів з Канади до Британії. Він супроводжував перший великий військовий конвой, який стартував 12 грудня, разом із лінійним крейсером «Ріпалс». У вересні Королівський флот придбав торгове судно SS Waimana, яке замаскував під «Резолюшн», щоб обдурити німецьку розвідувальну авіацію, поки лінкор патрулював в Атлантиці, і цю роль корабель-приманка виконував до лютого 1942 року.
У квітні 1940 року «Резолюшн» знову приєднався до Домашнього Флоту в ході Норвезької кампанії. Наприкінці місяця його відправили замінити лінкор «Воспайт» біля Нарвіка, куди він прибув 26 квітня. 1 травня корабель і легкий крейсер «Аврора» обстріляли німецькі позиції навколо Бейсфіорду. 13 травня лінкор підтримував вогнем своєї корабельної артилерії висадку десанту в Б'єрквіку під час битви за Нарвік. До 06:00 війська закріпилися в місті й повідомили, що «Резолюшн» та решта ескадри можуть відійти. Пізніше у травні лінкор був атакований німецькими бомбардувальниками Ju 88; в нього влучила одна бомба вагою 1000 фунтів (450 кг), яка вбила двох чоловіків і поранила ще двадцять сім. 18 травня його повернули на Скапа-Флоу, щоб запобігти пошкодженню подальшими повітряними атаками.
4 червня «Резолюшн» вирушив зі Скапа-Флоу, прямуючи до Гібралтару, де увійшов до З'єднання Н, до складу якого також входили лінійний крейсер «Гуд» і лінкор «Веліант». 3 липня 1940 року лінкор брав участь у знищенні французького флоту в Мерс-ель-Кебірі. Влучення снарядів із «Резолюшн», «Веліант» і «Гуд» уразили французький лінкор «Бретань», знищивши його в результаті вибуху льоху і змусили лінкор «Дюнкерк» сісти на мілину, щоб уникнути затоплення. Лінкор «Прованс» також затонув на мілководді, хоча пізніше його відновили.
Після нейтралізації флоту в Мерс-ель-Кебірі військово-морські сили в Дакарі стали наступною ціллю для З'єднання H. Майже завершений лінкор «Рішельє», який втік із Бреста, щоб уникнути наступаючої німецької армії, був у Дакарі і зазнав нападу 6 липня. Однак Сомервіллю було наказано повернутися в Мерс-ель-Кебір, щоб переконатися, що «Дюнкерк» був фактично знищений — атаки, здійснені «Гудом», «Валіантом» і «Арк Роялем» — надаючи «Рішельє» тимчасову відстрочку. Потім 8 липня було відправлено З'єднання H, який також включав «Резолюшн», щоб відвернути увагу італійського Королівського флоту, поки мальтійський конвой прямував до острова. Під час операції кораблі зробили поворот у бік Сардинії, і «Арк Роял» розпочав рейд на Кальярі. Наступного разу З'єднання H підтримувало операцію «Гаррі» наприкінці липня та на початку серпня. Після операції «Резолюшн» і «Арк Роял» були виведені зі складу з'єднання Н, щоб остаточно провести атаку на «Рішельє». Кораблі приєдналися до лінкора «Барем», трьох крейсерів і десяти есмінців як З'єднання М під командуванням адмірала Ендрю Каннінгема.
Вранці 23 вересня з'єднання М з'явилися біля Дакара, і Каннінгем висунув французькому командиру той самий ультиматум, що й у Мерс-ель-Кебір. Після того, як французи знову відмовилися здатися або затопити свої кораблі і почали стріляти по британському флоту, британські кораблі відповіли вогнем, і протягом приблизно півгодини «Резолюшн» і «Барем» випустили більше 100 снарядів зі своєї головних батарей. Наступного дня Каннінгем зробив спробу авіаудару з «Арк Роял», який не зміг пошкодити важкоброньований «Рішельє». Поки вони пливли біля узбережжя, есмінець «Форчун» піддався атаці французького крейсера, який «Резолюшн» відігнав одним бортом гармат основної батареї. Британці ненадовго відступили перед наступним наступом пізніше вдень; «Резолюшн» вдарив по береговій батареї, а «Барем» вів вогонь по «Рішельє». Жоден британський корабель не влучив, хоча «Резолюшн» був змагався з береговими гарматами. Каннінгем знову звільнився, вирішивши здійснити ще одну атаку наступного ранку.
У той момент, коли вони маневрували на позиції, французький підводний човен «Бевез'е» випустив торпеди по лінкорах, одна з яких влучила в «Резолюшн» по лівому борту. Вибух розірвав великий отвір у його корпусі та затопив ліву котельню, зменшивши швидкість до 12 вузлів (22 км/год) і спричинивши серйозний крен до лівого боку. «Резолюшн» був змушений відступити, залишивши «Барем» самому боротися з «Рішельє». Каннінгем супроводжував понівечений лінкор до Фрітауна для ремонту, а наступного ранку «Барем» мав взяти його на буксир. Кораблі прибули до Фрітауна 29 вересня, де «Резолюшн» півроку перебував на ремонті.
На початку 1942 року Королівський флот почав накопичувати сили, щоб відправити їх до Індійського океану для захисту Британської Індії після початку війни на Тихому океані в грудні 1941 року. пізніше до них приєдналися «Рівендж» і «Воспайт», і, прибувши в Індійський океан, вони приєдналися до авіаносців «Індомітебл» і застарілому «Гермесу». До кінця березня 1942 року був сформований Східний флот під командуванням адмірала Сомервілля. Попри чисельну чисельність Східного флоту, багато його підрозділів, включаючи чотири лінійні кораблі класу «Рівендж», не були бойовими кораблями фронту. Потужний «Кідо Бутай» віцеадмірала Тюїті Наґумо, що складався з шести авіаносців і чотирьох швидкісних лінійних кораблів, був значно потужнішими за Східний флот Сомервілля. В результаті тільки модернізований «Воспайт» міг діяти з двома авіаносцями; «Резолюшн», три однотипні лінкори й старий авіаносець «Гермес» тримали подалі від бойових дій, щоб супроводжувати конвої в Індійському океані.
Наприкінці березня дешифрувальники Далекосхідного Об'єднаного Бюро, філії Блечлі-Парку, повідомили Сомервіллю, що японці планують рейд в Індійський океан, щоб атакувати Коломбо і Тринкомалі та знищити їхній флот. Тому він розділив свій флот на дві групи: з'єднання «А», яка складалася з двох флотських авіаносців, «Воспайта» і чотирьох крейсерів, і з'єднання «B», з «Роял Соверіном» та однотипними лінкорами часів Першої світової й авіаносець «Гермес». Він мав намір влаштувати засідку на флот Нагумо в нічному бою, єдиний спосіб, за допомогою якого, на його думку, він міг здобути перемогу. Після трьох днів безуспішних пошуків японського флоту Сомервілль повернувся на атол Адду, щоб дозаправитися. Заправляючи свої кораблі, Сомервілль отримав повідомлення про те, що японський флот наближається до Коломбо, місто було атаковано наступного дня, 5 квітня, а 9 квітня японці завдали удару по Тринкомалі.
Після рейду у квітні 1942 року Сомервілль відкликав «Резолюшн» разом з трьома старими лінкорами до Момбаси, де вони могли забезпечити прикриття судноплавних шляхів на Близькому Сході та в Перській затоці. Рано вранці 9 квітня «Резолюшн» з іншими кораблями вирушили з атолу Адду, прямуючи до Момбаси. Тут вони залишалися до вересня 1943 року.
У лютому 1943 року «Резолюшн» та «Рівендж» супроводжували конвой в операції «Памфлет», який перевозив 9-ту австралійську дивізію з Єгипту назад до Австралії.
У вересні 1943 року «Резолюшн» повернувся до Британії, де встав на ремонт. У жовтні його вивели до резерву, а в 1944 році вивели з експлуатації, гармати головного калібру лінкора використовувалися як запасні для «Воспайта» і «Раміліз», які в той час брали активну участь у бомбардуванні узбережжя на підтримку висадки в Нормандії. «Резолюшн» слугував навчальним судном протягом наступних чотирьох років, перш ніж був остаточно виведений з експлуатації в лютому 1948 року. Потім його внесли до списку утилізації та продали British Iron and Steel Co., яка відправила корабель до Metal Industries Ltd. у Фаслейн на розбирання.